# Emil Ruda
Emil Ruda (gossen Ruda), fullständigt epitet "Hr ynglingen Emil Ruda" är en fiktiv person i den satiriska tidskriften Grönköpings Veckoblad och son till tullvaktmästare Ruda. Uttrycket "gossen Ruda" har i svenska språket blivit synonymt med en vanligen yngre, något vanvördig och okonventionell person eller aktör.
Ruda illustrerar i tidskriften "ett oroselement, en respektlös individ, företrädesvis en ung mansperson, som inte riktigt håller sig inom ramarna, som alltid ställer till med bråk och som inte spelar enligt reglerna".